# Староякупово (Матвієвський район)
Старояку́пово (рос. Староякупово) — село у складі Матвієвського району Оренбурзької області, Росія.

## Населення
Населення — 447 осіб (2010; 520 у 2002).
Національний склад (станом на 2002 рік):
- татари — 95 %